# Cartas anunciando o descobrimento das Índias

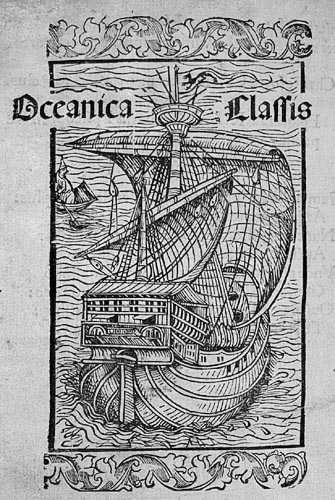
Imagem da edição de Basileia de 1493 anunciando o descobrimento de Colombo.

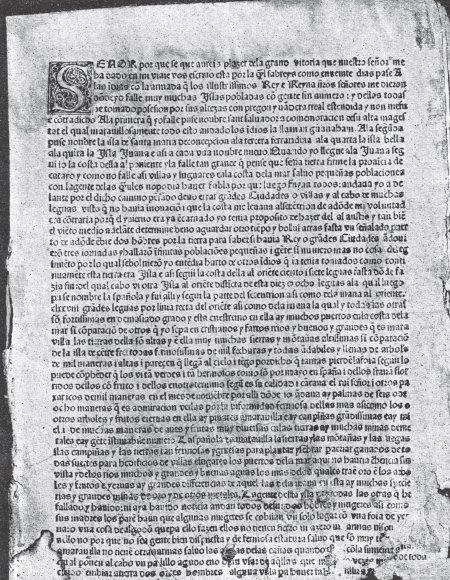
Primeira página da carta em espanhol impressa em Barcelona em 1493

As cartas que anunciaram a descoberta das Índias são um conjunto de manuscritos e gravuras que, a partir de 1493, tornaram públicos os achados da primeira expedição liderada por Cristóvão Colombo ao que hoje se chama América. No início de abril, uma carta em espanhol foi impressa em Barcelona dirigida ao tabelião da Ração da Coroa de Aragão, Luis de Santángel; Poucas semanas depois, uma tradução latina desse mesmo documento ou de outra carta muito semelhante dirigida ao tesoureiro real Gabriel Sánchez foi publicada em Roma. A versão latina se espalhou rapidamente por toda a Europa, sendo reeditada várias vezes e traduzida para outras línguas. Posteriormente, apareceram manuscritos de conteúdo semelhante à carta impressa em Barcelona e, em 1985, uma cópia do século XVI de uma carta de Colombo aos Reis datada de março de 1493 e tratando do mesmo assunto.
Essas cartas descrevem as ilhas descobertas, em particular Cuba e Hispaniola, e os costumes de seus habitantes, abundando em exageros sobre o tamanho das ilhas, sua riqueza e a docilidade dos índios. No entanto, oferecem poucos dados concretos sobre a viagem (omitidos, por exemplo, referência à perda da nau capitânia) e mesmo alguns deles contradizem outras fontes, em particular o Jornal de bordo.
A posição tradicional sobre a autoria das cartas impressas em 1493 é atribuí-la ao próprio Colombo, que teria promovido sua publicação como forma de proteger seus interesses. Outra teoria, por outro lado, afirma que foram escritos pelo rei Fernando e por Luís de Santángel, inspirados em vários relatos enviados por Colombo aos reis no seu retorno. Apesar das dúvidas sobre sua autoria, essas cartas têm grande importância histórica porque constituíram a única fonte sobre a primeira viagem de Colombo que foi publicamente disponível durante a vida do Almirante.
 

Além disso, sua publicação foi, intencionalmente ou não, uma extraordinária operação de propaganda graças à recém-inventada imprensa. Nesse sentido, a consequência mais imediata foi que a divulgação da notícia do Descobrimento passou a ser a mais rápida e universal em todo o século XV e parte do século XVI.